# Fred Evans (Boxer)
Fred Evans (* 4. Februar 1991 in St. Mellons bei Cardiff) ist ein britisch-walisischer Boxer. 

## Amateurkarriere
Sein größter Erfolg im Nachwuchsbereich war der Gewinn der Goldmedaille im Federgewicht bei der Kadetten-Europameisterschaft 2007 in Siófok. 2010 gewann er die Goldmedaille im Weltergewicht bei den Commonwealth Championships in Neu-Delhi, wobei er unter anderem Rayton Okwiri und Callum Smith besiegen konnte, verlor jedoch in der Vorrunde der Commonwealth Games 2010 in Neu-Delhi noch in der Vorrunde knapp gegen Kennedy St-Pierre.
2011 wurde er Waliser Meister im Weltergewicht und nahm an der Europameisterschaft 2011 in Ankara teil. Er setzte sich dabei unter anderem gegen Araik Marutjan, Saal Kwatschatadse und Mahamed Nurudsinau durch, wodurch er den Europameistertitel im Weltergewicht gewann. Zusammen mit Andrew Selby, der den Titel im Fliegengewicht gewinnen konnte, wurden sie die ersten walisischen Boxeuropameister seit Beginn der Meisterschaften vor 86 Jahren. Bei der anschließenden Weltmeisterschaft 2011 in Baku siegte er in den beiden Vorrunden und schlug im Achtelfinale auch Patrick Wojcicki, ehe er im Viertelfinale gegen Egidijus Kavaliauskas ausschied.
Aufgrund seiner Erfolge war er für die Olympischen Sommerspiele 2012 in London qualifiziert und erreichte mit Siegen gegen Ilyas Abbadi, Egidijus Kavaliauskas, Custio Clayton und den amtierenden Weltmeister Taras Schelestjuk das Finale im Weltergewicht, das er gegen Serik Säpijew verlor. Er war damit der erste walisischer Boxer in einem olympischen Finale und zugleich der erste olympische Medaillengewinner seines Landes im Boxen seit der Bronzemedaille von Ralph Evans 1972.
Aufgrund einer strafrechtlichen Verurteilung wurde er nicht für eine Teilnahme an den Commonwealth Games 2014 nominiert.

## Profikarriere
Im Dezember 2015 unterzeichnete er einen Profivertrag mit dem britischen Promoter und Management Sanigar Events von Chris Sanigar. Sein Profidebüt gewann er im Halbmittelgewicht am 26. Mai 2017 in Cardiff gegen den Belgier Najim Fennane.

## Sonstiges
Evans wuchs in einer Wohnwagensiedlung in Pyle bei Bridgend auf. Seine Mutter und seine vierjährige Schwester starben 2006 bei einem Autounfall in Cardiff.
Der bis dahin nicht vorbestrafte Evans war im Februar 2014 an einer Körperverletzung in einem Lokal in Birmingham beteiligt, wofür er im April 2014 am Birmingham Crown Court zu einer Geldstrafe verurteilt wurde. Im Oktober 2015 wurde er aufgrund einer weiteren Körperverletzung, begangen im Oktober 2014 in einem Lokal in Redmarley, vom Gloucester Crown Court zu einer zweijährigen Haftstrafe auf Bewährung verurteilt.